# Aéroport international de Nadjaf
L'aéroport international de Najaf (code IATA : NJF • code OACI : ORNI) est un aéroport desservant la ville de Nadjaf en Irak. Ancienne base aérienne, l'aéroport est doté d'une seule piste en asphalte de 3 000 mètres de long et 45 mètres de large.

## Histoire
L'aéroport est inauguré le 20 juillet 2008 par le premier ministre irakien Nouri al-Maliki

## Situation
| Nadjaf Bagdad Bassorah Erbil Mossoul Souleimaniye Nassiriyah |

## Compagnies aériennes et destinations
| Compagnies           | Destinations |
| -------------------- | --- |
| Air Arabia           | Charjah |
| Aircompany Armenia   | En saison : Erevan-Zvarnots |
| Air India            | Delhi-Indira Gandhi (actuellement suspendu) |
| ATA Airlines         | Mechhed-Shahid H. Nejad, Téhéran-Imam-Khomeini |
| Fly Baghdad          | Le Caire, Damas |
| FlyDamas             | Damas |
| flydubai             | Dubaï |
| Gulf Air             | Manama-Bahreïn (suspendu) |
| Iran Air             | Téhéran-Imam-Khomeini |
| Iran Aseman Airlines | Téhéran-Imam-Khomeini |
| Iraqi Airways        | Ahmedabad-Sardar-Vallabhbhai-Patel, Bagdad, Manama-Bahreïn, Beyrouth-Rafic Hariri, Copenhague-Kastrup, Ispahan-S. Beheshti, Istanbul, Karachi-Jinnah, Koweït, Mechhed-Shahid H. Nejad, Bombay-Chhatrapati-Shivaji, Souleimaniye, Téhéran-Imam-Khomeini |
| Jazeera Airways      | Koweït |
| Mahan Air            | Téhéran-Imam-Khomeini |
| Meraj Airlines       | Kermanchah, Mechhed-Shahid H. Nejad, Téhéran-Imam-Khomeini |
| Middle East Airlines | Beyrouth-Rafic Hariri |
| Qatar Airways        | Doha-Hamad |
| Qeshm Airlines       | Ispahan-S. Beheshti, Mechhed-Shahid H. Nejad, Chiraz-Shahid Dastghaib, Téhéran-Imam-Khomeini |
| Royal Jordanian      | Amman-Reine-Alia |
| Taban Air            | Ispahan-S. Beheshti, Khorramabad (en), Téhéran-Imam-Khomeini |
| Turkish Airlines     | Istanbul |
| Zagros Airlines      | Ispahan-S. Beheshti, Mechhed-Shahid H. Nejad, Téhéran-Imam-Khomeini |

Édité le 16/05/2020